# Fred Bongusto (album)
Fred Bongusto è il primo album in studio di Fred Bongusto pubblicato nel 1963.

## Tracce
1. Amore fermati (Zapponi-Kramer-Terzoli)
2. Frida (Bongusto)
3. Buona notte, angelo mio (Pallesi-Danpa, Gillar)
4. Malaga (Bongusto-Mancini)
5. Vierno (De Gregorio-Acampora)
6. Hoo-goo-noo (Bongusto)
7. Sigrid (Bongusto)
8. Tutti mi dicono (Migliacci-Bongusto)
9. My Love Is Dead (Bongusto)
10. Doce doce (Bongusto)
11. Tu non capire (Tu non capire)
12. Madeleine Auf Wiedersehen (Bisth-Pallesi-Guarnieri)